# Carl Reinholdz
Carl "Calle" Reinholdz, egentligen Karl Oskar Reinhold Rindholt, född 19 september 1909 i Norrköping, död 24 november 1973 i Norrköping, var en svensk skådespelare och sångare.
Carl Reinholdz scendebuterade 1929 på Arbisteatern i Norrköping där Gideon Wahlberg var chef, han engagerade Reinholdz till Tantolundens friluftsteater i Stockholm. Han kom senare att engageras vid Casinoteatern och Södran.
Reinholdz filmdebuterade 1932 och kom att medverka i ett 30-tal filmer. I slutet av 1950-talet drabbades han av en ögonsjukdom och avbröt teaterkarriären.
Reinholdz är begraven på Norra kyrkogården i Norrköping.

## Filmografi i urval
- 1932 – Landskamp
- 1933 – Hemliga Svensson
- 1935 – Skärgårdsflirt
- 1936 – Familjen som var en karusell
- 1936 – Söder om landsvägen
- 1939 – Melodin från Gamla Stan
- 1939 – Spöke till salu
- 1940 – Beredskapspojkar
- 1940 – Karusellen går
- 1940 – Kronans käcka gossar
- 1941 – Första divisionen
- 1942 – Livet på en pinne
- 1942 – Lyckan kommer
- 1943 – Det spökar, det spökar ...
- 1943 – Prästen som slog knockout
- 1944 – Vår Herre luggar Johansson
- 1945 – Trötte Teodor
- 1945 – Flickorna i Småland
- 1946 – Bröllopet på Solö
- 1946 – Möte i natten
- 1946 – 91:an Karlsson. "Hela Sveriges lilla beväringsman"
- 1946 – Hotell Kåkbrinken
- 1946 – Pengar - en tragikomisk saga
- 1947 – Mästerdetektiven Blomkvist
- 1947 – Nattvaktens hustru
- 1947 – Kvinna utan ansikte
- 1947 – Livet i Finnskogarna
- 1947 – Kronblom
- 1947 – Maria
- 1948 – Hjältar mot sin vilja
- 1949 – Pippi Långstrump
- 1949 – Med flyg till sjunde himlen
- 1949 – Hur tokigt som helst
- 1950 – Ung och kär
- 1950 – Svensk vardag
- 1951 – Livat på luckan
- 1951 – Dårskapens hus
- 1952 – Snurren direkt
- 1959 – Bara en kypare

## Teater

### Roller (ej komplett)
| År   | Roll        | Produktion                                                            | Regi                      | Teater                      |
| ---- | ----------- | --------------------------------------------------------------------- | ------------------------- | --------------------------- |
| 1935 |             | Grabbarna i 57:an Gideon Wahlberg                                     |                           | Tantolundens friluftsteater |
| 1936 | Medverkande | Härmed hava vi nöjet, revy Kar de Mumma, Karl-Ewert och Alf Henrikson | Harry Roeck-Hansen        | Turné                       |
| 1939 | Medverkande | Honnör för 39, revy Kar de Mumma                                      | Victor Bernau             | Södra Teatern               |
| 1941 |             | Wallyrevyn                                                            | Gustav Wally              | Oscarsteatern               |
| 1944 | Krupp       | Livet är ju härligt William Saroyan                                   | Per Knutzon               | Oscarsteatern               |
| 1944 | Medverkande | Wallyrevyn                                                            | Leif Amble-Naess          | Cirkus, Stockholm           |
| 1948 | Medverkande | På extrakryss med folket, revy Ragnar Klange                          |                           | Folkets hus teater          |
| 1949 | Medverkande | Söder ställer ut, revy Kar de Mumma, Nils Perne och Sven Paddock      | Sven Paddock Egon Larsson | Södra Teatern               |
| 1950 | Medverkande | Farväl till 40-talet, revy Kar de Mumma                               | Sven Paddock              | Södra Teatern               |